# Richard Kuhn
Richard Kuhn (n. 3 decembrie 1900, Viena, Austro-Ungaria – d. 31 iulie 1967, Heidelberg, RFG) a fost un chimist german, laureat al Premiului Nobel pentru chimie (1938) pentru cercetarea carotenoizilor și a vitaminelor.
Robert Kuhn a colaborat cu regimul nazist.